# Бадмингтонс
„Бадмингтонс“ е легендарна пънк и ъндърграунд група от Скопие.
Създадена е в началото на 1980-те години в Скопие, тогава в СР Македония, Югославия. Групата свири от 1983 до 1986 г., след което си променя стила на поп-рок, а името – на „Александър Македонски“. Бившите членове на групата се събират отново през 2007 г.

## История
Групата е сформирана в 1983 година. През 1985 година свири в поп-рок фестивала на Македонското радио-телевизия. Записват 3 песни, които са издадени в албум „После мене що ти е гайле“ в 1985 година. Мини-албум „Интимно тетовирање“ е издаден също пре 1985 г. Първата песен „Сите обични лугье“ в албума е издадена в компилация „Македонски документ 1“ през 1994 година.
„Бадмингтонс“ се събира отново през 2002 г. и свири на фестивала „Аларм“ в Охрид. През 2007 година „Бадмингтонс“ записват песни към филма „Превъртено“ от Игор Иванов. През септември 2007 година „Бадмингтонс“ издава сингъл „Ако ми дадеш“ на лейбъла „Стотройка“ и свири на фестивала „Таксират 9“.

## Състав
- Владимир Петровски-Картер – вокал, китара
- Деян Шкартов-Деко – клавишни, беквокал
- Борис Георгиев-Бут – барабани
- Александър Кръстевски – ритъм-китара
- Зоран Янкович-Байо – бас

## Албуми
После мене що ти е гайле (1985)
1. Сите обични лугье
2. Мой начин за край
3. Цайо
4. Морам ли яс
5. Доагя Сабота
6. Аи аи аи
7. После мене що ти е гайле
8. Двойно яс
9. Бел глушец
10. Дотерай се
11. Боли бате

Интимно тетовирање (1985, на сръбски освен „Сите обични лугье“)
1. Хоћеш ли живети заувек?
2. Улица Богова
3. Свечан дан
4. Твој свет
5. Сви обични људи (на македонска литературен език)

Моето царство (1996, как Александър Македонски)
1. Разбуди ме
2. Яс сум твой
3. Убав ден
4. Господе
5. Рай
6. Мойот свет
7. Ветер
8. Оваа земя
9. Не сум во систем
10. Яс знам
11. Ако ми дадеш
12. После се

Ако ми дадеш (сингъл, 2007)
1. Ако ми дадеш
2. Убав ден
3. Сите обични лугье

Песни 1 и 2 от сингъл са Александър Македонски песни, от албума „Моето царство“.